# Nuova Collana Araldo
La Nuova Collana Araldo o Collana Araldo è il nome di due diverse collane a fumetti pubblicate dalle Edizioni Araldo, la prima nel 1966 per cinque numeri e la seconda dal 1966 al 1990 per 281 numeri.

## Storia editoriale
La prima serie fu composta da soli 5 numeri pubblicati da aprile ad agosto 1966 in cui comparvero i personaggi di Alan Lebaux di Guido Nolitta e Sergio Tarquinio (n° 1 e 2) e di Red Buck di Cesare Melloncelli e Sergio Tarquinio (dal n° 3 al n° 5); in appendice vennero pubblicati i fumetti di Gun Flint di Franco Bignotti (dal n° 1 al n° 4) e Alan Mistero di EsseGesse (n° 5). Viene comunemente definita "Collana Araldo - Prima serie" anche se la prima Collana Araldo fu una serie di 40 albi formato libretto aventi come protagonista il personaggio di Furio Almirante pubblicata dal luglio 1964 all'ottobre 1965. Dopo la chiusura venne sostituita il mese successivo da una seconda collana omonima, definita "seconda serie", che pubblicherà le avventure del Comandante Mark dal settembre 1966 al gennaio 1990 per un totale di 281 albi. Scritta e disegnata dal trio EsseGesse, oltre alle avventure del Comandante Mark conteneva in appendice storie a fumetti dei personaggi di Alan Mistero, Thor, Piccolo Ranger, Gun Jim, Rocky Joe, Kerry il trapper e Il Grande Blek. La serie si interruppe pochi mesi dopo la morte di Pietro Sartoris del gruppo EsseGesse; Sinchetto e Guzzon, dato l'impegno sempre più gravoso, decisero di interrompere la serie regolare della quale la Essegesse era stata unica realizzatrice dal primo all'ultimo numero.
Esiste una versione molto rara del n°4 della prima serie, con lo sfondo della "a" in alto a sinistra giallo invece che rosso mentre il n°266 uscì senza la scritta "collana araldo" in costa, ma ne esiste una variante che la presenta.

## Elenco albi

### Prima serie
| Nr. | Titolo            | Data pubblicazione | Soggetto           | Sceneggiatura      | Disegni          | Copertina        |
| --- | ----------------- | ------------------ | ------------------ | ------------------ | ---------------- | ---------------- |
| 1   | Il ribelle        | aprile 1966        | Guido Nolitta      | Guido Nolitta      | Sergio Tarquinio | Sergio Tarquinio |
| 2   | Dopo la sconfitta | maggio 1966        | Guido Nolitta      | Guido Nolitta      | Sergio Tarquinio | Sergio Tarquinio |
| 3   | Red Buck          | giugno 1966        | Cesare Melloncelli | Cesare Melloncelli | Sergio Tarquinio | Sergio Tarquinio |
| 4   | La spia           | luglio 1966        | Cesare Melloncelli | Cesare Melloncelli | Sergio Tarquinio | Sergio Tarquinio |
| 5   | Mohicani          | agosto 1966        | Cesare Melloncelli | Cesare Melloncelli | Sergio Tarquinio | Sergio Tarquinio |